# Saumont-la-Poterie
Saumont-la-Poterie – miejscowość i gmina we Francji, w regionie Normandia, w departamencie Sekwana Nadmorska.
Według danych na rok 1990 gminę zamieszkiwało 365 osób, a gęstość zaludnienia wynosiła 23 osoby/km² (wśród 1421 gmin Górnej Normandii Saumont-la-Poterie plasuje się na 558. miejscu pod względem liczby ludności, natomiast pod względem powierzchni na miejscu 117.).